# Наблюдател
„Наблюдател“ (на английски: Watcher) е американски трилър от 2022 г. на режисьора Клоуи Окуно, по сценарий на Зак Форд, и участват Майка Монро, Карл Глусман и Бърн Горман. Премиерата се състои във филмовия кинофестивал в Сънданс на 22 януари 2022 г. Ще бъде пуснат по кината на 3 юни 2022 г. от IFC Midnight.

## Актьорски състав
- Майка Монро – Джулия
- Карл Глусман – Франсис
- Бърн Горман – Даниел Уебър
- Мадалина Анеа – Ирина
- Даниел Нута – Кристиан
- Кристина Делеану – Елеанора
- Тудор Пертрут – Таксиметровия шофьор

## Продукция
През март 2021 г., е обявено, че Майка Монро, Карл Глусман и Бърн Горман ще участват във филма за „Имейдж Нейшън Абу Даби“ и „Спуки Пикчърс“.
Снимките започват на 8 март 2021 г. и приключват на 16 април 2021 г. в Букурещ, Румъния.